# 블랙 크루
블랙 크루 (BLAcK Crew)는 과거 활동했던 대한민국의 힙합 크루이다. 2004년 결성되었으며, DJ와 MC가 골고루 멤버를 이루고 있으면서 홍대, 신촌, 압구정, 분당, 안양, 수원 등지에서 힙합 파티를 기획하는 것을 주 활동으로 하였다. 2005년에는 란동을 데뷔시키면서 BLAcK Crew라는 이름의 힙합 레이블도 론칭하였다. 이에 이어 2006년 초에는 031 Project 앨범을 발표하였다.
이들은 여러 앨범과 함께 부산, 울산, 청주, 광주 등 전국에서 힙합 파티를 열 계획을 가졌었으며, 2006년 12월 Suhtak이 중심이 되어 디제잉을 가르치는 "바이닐 DJ 스쿨"을 연 것과 더불어 2007년 초까지 Hiphop the Bible이라는 이름의 라디오 방송을 30회가량 DJ Da Street와 DJ KubiX가 진행하기도 하였다. 하지만 앞서 발표한 두 앨범의 부진과 함께 멤버들의 사정으로 크루의 활동은 멈추었다.
이들은 해체한 것으로 알려졌었으나, 실제로는 현재 BLAcK Entertainment로 활동을 이어나가, 바이닐 DJ 스쿨 등 이전과는 다른 방향으로 재도약을 하고 있다.

## 멤버

### 현재 멤버
- DJ Da Street - BLAcK Entertainment CEO
- Suhtak aka DJ Y-Jo - BLAcK Entertainment 이사
- DJ KubiX
- DJ Kaadiq
- DJ Smirk
- Yung Vito
- DJ Monk
- DJ Myo
- DJ Vanta
- DJ Merpik
- DJ Raw Ground
- DJ Sweaty
- DJ Commando

### 과거 멤버
- DJ CROOKY
- G-Pulse (현 Carry Diamond)
- DJ Felix
- 란동
- DJ A-PAK
- DJ RUDE
- suNTaek

## 근황
2012년 기준으로 최근 근황이 알려진 멤버들 중심으로 알아보면
- DJ DaStreet, DJ KubiX, Suhtak은 바이닐 DJ 스쿨에서 DJ 강사로 활동하고 있다.[5] DJ DaStreet는 바이닐 DJ 스쿨 수원점, Suhtak은 잠실신천점의 원장이다.
- DJ Kaadiq는 Bigdeal Squad, Vismajor 크루 소속이며, DJ 믹스테입 준비 중에 있다.[6]
- DJ Smirk는 현재 홍대 Club Q-Vo, 수원 Club Tao에서 활동중이다.
- Producer Yung Vito 미국에서 음악공부를 하고 한국으로 넘어와 현재 싱글앨범과 정규앨범을 준비 중이고, 바이닐 DJ 스쿨 미디강사로 활동 중이다.
- DJ Monk는 바이닐 DJ 스쿨 수원점 실장으로써 수원 Club Tao에서 활동중이다.
- DJ Myo는 여러 클럽을 거쳤으며 레드불 thre3style 대회 결승 진출자이다. DJ Da Street과 함께 Fuck That Shit-Men On Mars(DJ Da Street & DJ Myo Remix)를 발표한 바 있다.
- 란동은 Blockbuster Records 소속이었으며 Blockbuster 해체 후에는 무소속이다.
- G-Pulse는 Carry Diamond라는 이름으로 Money Rain Entertainment 소속으로 활동하고 있다